# ZX Spectrum
ZX Spectrum je 8-bitno kućno računalo engleske tvrtke Sinclair Research Ltd u vlasništvu karizmatičnog izumitelja Clivea Sinclaira koje se pojavilo na tržištu Velike Britanije 1982. godine. Njegov je mikroprocesor bio Zilog Z80 takta od 3,5 MHz i bilo je dostupno u dvjema inačicama: sa 16 KB i 48 KB radne memorije. Za razliku od svojih prethodnika ZX 80 i ZX 81, ZX Spectrum je imao grafiku u boji, i to razlučivosti 256×192 piksela u 15 boja, i tekstualnog načina 32×24 znaka. Zvuk je bio relativno skromnih mogućnosti: 10 oktava preko jednoga kanala, i proizvodio ga je na zvučniku na samom kućištu. Tipkovnica je bila izrađena od gumene membrane koja je bila nezgodna kod tipkanja i često se kvarila. ZX Spectrum se spajao na televizor, kao i većina tadašnjih računala i igraćih konzola, što je također pridonijelo njegovoj popularnosti, s obzirom na to da je većina kućanstava televizor već imala.
Spectrumov računalni program je bio Sinclair BASIC, inačica tada najpopularnijeg (i najjednostavnijeg) programskog jezika BASIC-a.
ZX Spectrum je učitavao i snimao programe pomoću kazetofona ili ZX Microdrivea.
Uz Commodore 64, Apple II i Atari računala, ZX Spectrum se smatra za najznačajnije kućno računalo u prvoj polovici osamdesetih godina dvadesetog stoljeća. Velika popularnost ZX Spectruma i Commodorea 64 uvelike je pogodovala brzom razvitku industrije računalnih igara.

## Tehnički podaci
Model ZX Spectrum 48 (prva godina proizvodnje 1982.)
- Mikroprocesor : Zilog Z80
- Takt : 3,5 Mhz
- ROM: 16KB
- RAM: 48KB
- Grafika
  - 256*192 u 15 boja
- Tekstualni mod
  - 32x24
- Zvuk
  - 10 oktava preko jednog kanala, ugrađeni zvučnik
- Ulazno/izlazne jedinice
  - Izlaz za televiziju
  - Rubni spojnik za proširenje
  - Tipkovnica: QWERTY (gumena)
- Operativni sistem
  - Ugrađeni BASIC prevodilac: Sinclair BASIC

## Modeli

### ZX Spectrum 16K/48K
Prvi model, karakterističnog motiva duge na kućištu, imao je RAM od 16 KB. Naknadno se moglo kupiti proširenje od 32 KB (koje su proizvodili i nezavisni proizvođači), a čak se i računalo moglo poslati u tvornicu na proširenje memorije.

### ZX Spectrum +
Pušten je u prodaju u listopadu 1984. Praktično je to bio stari model u novom kućištu i s tipkovnicom kao kod Sinclair QLa s dodatkom dugmeta za resetiranje.

### ZX Spectrum 128
Razvijen je u suradnji sa španjolskom tvrtkom Investrónica i predstavljen tržištu u rujnu 1985. Ta tvrtka ga je prilagođavala za španjolsko tržište, s obzirom na to da je španjolska vlada uvela poseban porez na računala sa 64 KB i manje memorije koja nisu podržavala španjolsku abecedu i nisu prikazivala poruke na španjolskom jeziku. Model je imao 128 KB RAMa, trokanalni zvuk kojega je proizvodio AY-3-8912 čip, serijski RS-232 priključak, priključak za RGB zaslon, 32 KB ROMa s poboljšanim BASICom, a bio je i MIDI kompatibilan.

## Amstradovi modeli
Nakon što je 7. travnja 1986. tvrtka Amstrad otkupila prava na korištenje imena Spectrum, na tržište su izašli modeli Spectruma koji su manje-više temeljeni na osnovnom modelu Spectrum 128, a bili su u kućištu nalik Amstradovoj CPC seriji računala:
- modeli ZX Spectrum +2, ZX Spectrum +2A, ZX Spectrum +2B (s ugrađenim kazetofonom), te
- model ZX Spectrum +3 (s ugrađenim 3" disketnim pogonom)

## Vanjski uređaji
Tvrtka je proizvodila mnoge dodatke za ZX Spectrum od kojih su najpopularniji ZX Interface 1 i ZX Interface 2.
ZX Interface 1 je uključivao 8 KB ROMa, RS-232 priključak, priključak za mrežu ZX Net, i priključak za (najviše) osam uređaja ZX Microdrive.
ZX Interface 2 je uključivao priključak za ROM umetke, dva priključka za igraće palice te priključak za ZX Printer. Priključak za palice nije bio kompatibilan s već uvelike popularnim dodatkom Kempston interface (tvrtke Kempston Micro Electronic) koji je imao standardne Atari priključke za palice.
Uz tvrtku Sinclair Research, mnoge vanjske dodatke proizvodili su nezavisni proizvođači.
- ZX Printer
- ZX Interface 1
- ZX Interface 2
- ZX Microdrive
- Kempston interface

## Kopije
Američka tvrtka Timex je licencno proizvodila Sinclairova računala za američko tržište, koja su imala bolja grafička i zvučna svojstva i nisu bila u potpunosti kompatibilna sa ZX Spectrumom. Timexova kopija ZX Spectruma nosila je ime Timex Sinclair 2068, i neka rješenja je Sinclair htio iskoristiti u računalu pod kodnim imenom Pandora, no prodaja Sinclairova odjela za računala Amstradu osujetila je taj plan.
U mnogim zemljama istočnog bloka proizvodile su se neovlaštene kopije Sinclair ZX Spectruma. U Rumunjskoj su postojali kopije ZX Spectruma koje su imale operacijski sustav CP/M i disketne pogone od 5 1/4" ili 3.5", dok je u Sovjetskom savezu na tisuće malih tvtki proizvodilo svoje inačice ZX Spectruma, tako da je na tržištu postojalo preko 50 različitih modela. Ova računala su se oglašavala preko uličnih plakata i prodavali su se na tržnicama. I sada se u Rusiji proizvode kopije ZX Spectruma, a poznatiji su Pentagon i ATM Turbo.

## Vanjske poveznice
- Planet Sinclair: Spectrum  Arhivirana inačica izvorne stranice od 11. rujna 2008. (Wayback Machine)